# Мирное Поле (деревня)
Ми́рное По́ле — деревня в Москаленском районе Омской области. Входит в состав Ильичёвского сельского поселения.

## История
Основана в 1923 году. В 1928 году посёлок Фукс состоял из 30 хозяйств, основное население — немцы. В административном отношении находился в составе Мироновского сельсовета Москаленского района Омского округа Сибирского края.

## Население
| 1926 | 1970 | 1979 | 2010 |
| ---- | ---- | ---- | ---- |
| 145  | ↗184 | ↘26  | ↘7   |

## Улицы
В деревне имеется одна улица — Центральная.